# Jean Camusat
Pour les articles homonymes, voir Camusat.
Jean Camusat (mort le 25 juin 1639 à Paris) est un libraire-imprimeur français.

## Biographie
Fils d'un maître teinturier en drap de Sézanne, il fait son apprentissage chez le libraire parisien Thomas Blaise (janvier 1613). Le 7 octobre 1621, il est reçu maître et sous Louis XIII, il est désigné comme libraire de l'Académie française à la fondation de celle-ci (10 avril 1634).
Parmi ses publications, on lui doit les Négociations et traités de paix de Cateau-Cambrésis (1637).
Sa veuve, Denise de Courbes, lui succède. Leur fille épouse Pierre Le Petit, imprimeur, qui reprend le fonds.

## Bibliographie

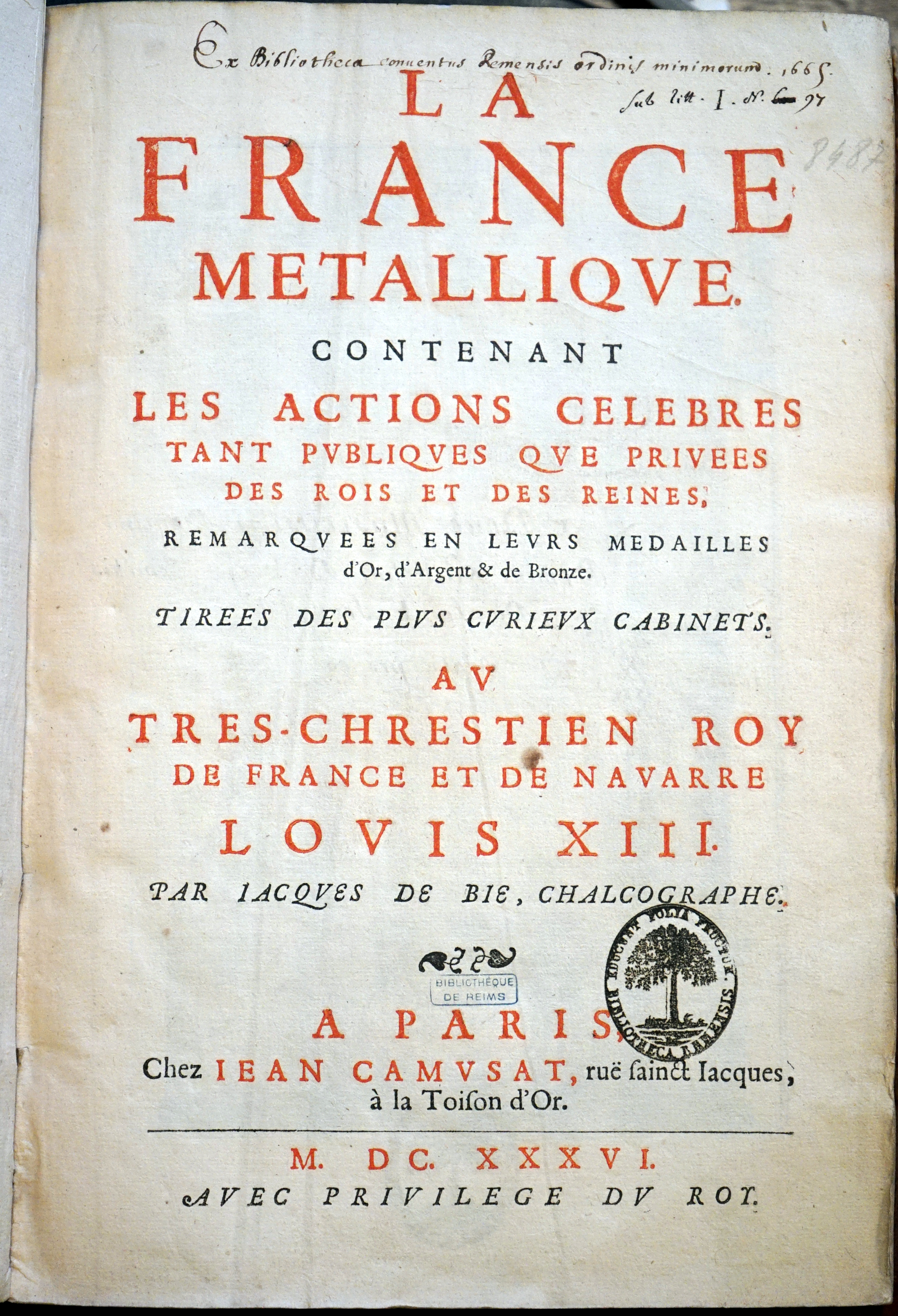
1636, La France metallique contenant les actions célèbres... écrit par Jacques de Bie, livre imprimé par Camusat, avec tampon des saisies révolutionnaires de la bibliothèque du Couvent des Minimes de Reims, conservé à la bibliothèque Carnegie (Reims).